# Oppsal IF
El Oppsal IF es un club polideportivo de noruego de Oslo. El club tiene seciones de baloncesto, fútbol, balonmano, hockey hielo, esquí, atletismo y carreras de orientación.

## Palmarés
- Campeonato de Noruega (6): 1971, 1972, 1973, 1979, 1980, 1983.